# 네코다 가쓰토시
네코다 가쓰토시(일본어: 猫田 勝敏, 1944년 2월 1일~1983년 9월 4일)는 일본의 배구인으로 선수 시절 포지션은 세터였다. 1960~1970년대에 일본 국가대표팀의 세터로 활동했으며 1972년 하계 올림픽에서 금메달을 획득했다.
1980년에 은퇴한 후 지도자로 활동하다가 1983년에 위암으로 사망했다.